# Josep Fayós Pascual
Josep Fayós Pascual o José Fayós Pascual (Valencia, 19 de enero de 1871 - ídem, 6 de mayo de 1931), fue un compositor y organista español.
Recibió su formación musical del maestro Salvador Giner, del que es considerado discípulo. Desempeñó el puesto de organista en diversas iglesias de la capital valenciana, entre ellas la del Pilar y la de San Agustín. En su faceta como compositor debe mencionarse que su obra más célebre fue una pieza sinfónica titulada La vuelta del indiano. Es autor de diversas obras de carácter religioso y pianísticas, y del poema Orfeo en el Averno.
En el ámbito del teatro lírico, es considerado una figura menor, que obtuvo éxitos ocasionales con algunas de sus zarzuelas y obras líricas, entre las que cabe mencionar:
- Caballería chulapona o La misa del gallo, libreto de Francisco Flores García y Servando Cerbón, estrenada en 1897.
- Avans de la prosesó, libreto de Pedro José Ángeles Luis y Enrique Burgos, estrenada en 1901.
- Entre zagales, libreto de Pedro Masiá y Eduardo Escalante Mateu, estrenada en 1907.
- El primer día de Pascua, libreto de Juan Colom Sates.
- La alondra, de Ricardo Rodríguez Flores.
- El Motiló, libreto de Pedro José Ángeles Luis, estrenada en 1910.